# Guianacara geayi
Guianacara geayi is een straalvinnige vissensoort uit de familie van de cichliden (Cichlidae). De wetenschappelijke naam van de soort werd voor het eerst geldig gepubliceerd in 1902 door Jacques Pellegrin.